# ایزابل هاک
ایزابل هاک (زاده ۱۱ ژوئیه ۱۹۹۹) یک بازیکن والیبال اهل سوئد می باشد, که تحت عنوان بازیکن مقابل برای باشگاه ایتالیایی ایموکو والی کونگلیانو  و تیم ملی سوئد بازی می کند.

## حرفه باشگاهی
هاک بازی والیبال را در تیم های جوانان باشگاه شهر خودش بنام انگلهلمز وی اس شروع نمود و در سن ۱۴ سالگی نخستین بازیش برای تیم نخست الیتسرین انجام داد.  ایزابل در فصل ۲۰۱۴/۱۵ قسمتی از ترکیب مهم تیم شد و به انگلهلمز وی اس کمک کرد تا ۲ فصل پیوسته قهرمان سوئد شود.   وی در هر ۲ فصل ۲۰۱۴/۱۵  و ۲۰۱۵/۱۶ از طرف فدراسیون والیبال سوئد تحت عنوان عالی ترین بازیکن سال منتخب گردید.  ایزابل در سال های نخستین فعالیتش در والیبال ساحلی و همچنین  در والیبال داخل سالن شرکت نمود. او به همراه شریکش، فانی اهمان، در مسابقه های قهرمانی اروپا زیر ۱۸ سال ۲۰۱۵ در ریگا به جایگاه چهارم دست پیدا کرد. 

## حرفه بین المللی
ایزابل نخستین بازی بین‌المللی خودش را با تیم ملی والیبال سوئد در مقابل لتونی در تاریخ ۱۰ می ۲۰۱۴ در سن ۱۴ سالگی انجام داد،  و نوجوان ترین والیبالیست تاریخ شد که نماینده سوئد در رویه بزرگسالان بوده است.  ایزابل عضو تیم‌های زیر ۱۹ سال سوئد بود که در سال‌های ۲۰۱۴ و ۲۰۱۵ در مسابقه های قهرمانی نئوزا (کمیسیون ناحیه ای والیبال اروپای شمالی) قهرمان شد. 

## زندگی شخصی
ایزابل در شهر پرستورپ متولد شد ولی زمان کمی بعد از اینکه پدرش در سن ۹ سالگی بر اثر سرطان معده فوت کرد به آنگلهولم مهاجرت کرد.  خواهر بزرگ او آنا نیز هم یک بازیکن ملی والیبال می باشد و در دوران حضورش در انگلهلمز وی اس هم تیمی خواهرش بود. 